# راسل پن
راسل پن (انگلیسی: Russell Penn؛ زادهٔ ۸ نوامبر ۱۹۸۵) بازیکن فوتبال اهل بریتانیا است.
از باشگاه‌هایی که در آن بازی کرده است می‌توان به باشگاه فوتبال اسکانتورپ یونایتد، باشگاه فوتبال کارلایل یونایتد، باشگاه فوتبال کیدرمینستر هاریرس، باشگاه فوتبال یورک سیتی، باشگاه فوتبال چلتنهام تاون، باشگاه فوتبال گیتزهد، باشگاه فوتبال آلوچورچ، باشگاه فوتبال ورکسام، و باشگاه فوتبال برتون آلبیون اشاره کرد.
وی همچنین در تیم ملی فوتبال تیم سی فوتبال ملی انگلیس بازی کرده است.